# Oxyethira lagunita
Oxyethira lagunita är en nattsländeart som beskrevs av Oliver S. Flint Jr. 1982. Oxyethira lagunita ingår i släktet Oxyethira och familjen smånattsländor. Inga underarter finns listade i Catalogue of Life.